# Marcin Łapeciński
Marcin Łapeciński (ur. 27 marca 1978 w Pyrzycach) – polski samorządowiec i rolnik, od 2024 członek zarządu województwa zachodniopomorskiego VII kadencji. Od 2025 roku prezes PSL w województwie zachodniopomorskim.

## Życiorys
Jest synem Tadeusza i Zofii. Ukończył inżynierię zarządzania w Wyższej Szkole Bankowej w Poznaniu na Wydziale Ekonomicznym w Szczecinie. Został członkiem Polskiego Związku Łowieckiego. Zajął się prowadzeniem gospodarstwa rolnego.

### Działalność polityczna
W 2003 dołączył Polskiego Stronnictwa Ludowego, został prezesem powiatowych struktur partii w Pyrzycach. Został także członkiem rady naczelnej PSL.
W wyborach samorządowych w 2002 i 2010 roku był wybierany do rady gminy Bielice, a w 2018 wybrano go do rady powiatu pyrzyckiego. Od 2018 do 2021 pozostawał członkiem zarządu tego powiatu. Bez powodzenia kandydował do sejmiku zachodniopomorskiego w 2024 roku, kandydując z list PSL uzyskał wówczas 1 636 głosów. 9 maja tego samego roku został powołany na stanowisko członka zarządu województwa zachodniopomorskiego z odpowiedzialnością za kwestie rolnictwa.
7 czerwca 2025 roku został wybrany prezesem PSL w województwie zachodniopomorskim, zastąpił na tej funkcji Jarosława Rzepę.

## Życie prywatne
Żonaty z Magdaleną, zatrudnioną w szczecińskim oddziale Krajowego Ośrodka Wsparcia Rolnictwa.